# Niepokalanów

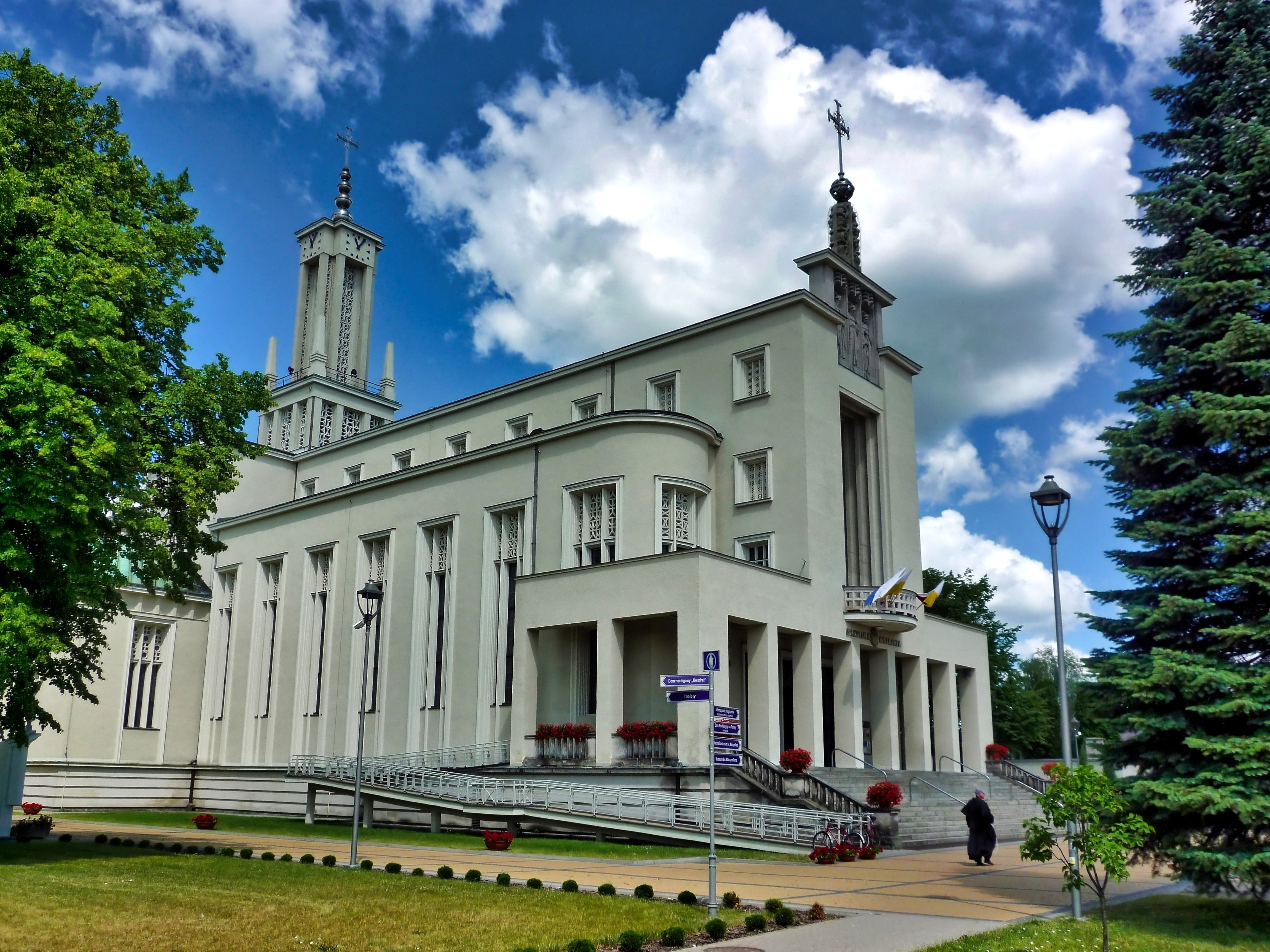
A Basílica de Niepokalanów.

Niepokalanów, também chamada de Cidade da Imaculada, é uma comunidade católica dedicada ao culto da Santíssima Virgem Maria, em Teresin, perto de Varsóvia, na Polónia, fundada pelo frade franciscano conventual mártir São Maximiliano Maria Kolbe num terreno oferecido, em 1 de outubro de 1927, pelo príncipe Jan Drucki-Lubecki. É a sede internacional da Milícia da Imaculada.
Em Abril de 1980, o Papa João Paulo II deu o título de basílica menor à sua igreja.